# Famille Germain
Pour les articles homonymes, voir Germain.
La famille Germain est une famille française, originaire de Paris, qui a formé une célèbre « dynastie » d'orfèvres parisiens.

## Famille Germain (orfèvres)
François Germain, maitre orfèvre à Paris, marié le 30 avril 1644 à Paris avec Hélène Flamant, fut père de :
- Pierre Germain (1645-1684), maitre orfèvre, marié le 3 novembre 1670 à Paris avec Marguerite de Court, dont :
  - Thomas Germain (1673-1748), « l’orfèvre des rois », maitre orfèvre et architecte, échevin de Paris en 1738, marié le 20 janvier 1720 à Paris avec Anne Denise Gauchelet, dont 6 enfants parmi lesquels [1]:
    - François-Thomas Germain (1726-1791), orfèvre du roi

### Armoiries
Thomas Germain fut anobli en 1738 par sa fonction d'échevin de Paris, et reçut les armes suivantes : 
- D'azur, à la dextre d'or, au chef de France et à la champagne de sinople

## Famille Germain (merciers)
Une autre famille Germain parisienne a atteint une certaine notoriété, sans avoir de lien attesté avec la précédente.
Joseph Germain, marchand bourgeois de Paris, marié avec Louise Marchant, eut pour fils :
- Ambroise-François Germain (1726-1821), mercier, marchand de soie, député du Tiers-État à l'Assemblée constituante de 1789, marié vers 1765 avec Marie Madeleine Gruguelu, dont :
  - Sophie Germain (1776-1831), mathématicienne